# 老巴尔达斯·福卡斯
巴尔达斯·福卡斯（约878年-约968年）是10世纪上半叶拜占庭帝国的著名将领。为了与他的同名孙子小巴尔达斯·福卡斯区别，称他为老巴尔达斯·福卡斯。
巴尔达斯出身福卡斯家族，其父是老尼基弗鲁斯·福卡斯，也是帝国的著名将领，曾在意大利作战并表现杰出，他的长兄老利奥·福卡斯也是帝国的重要将领，917年，巴尔达斯随同他参与了阿赫卢斯河战役，但遭遇惨败。
941年他担任亚美尼亚军区将军时，罗斯人在伊戈尔一世的率领下渡海攻击帝国，被驱离君士坦丁堡后，他们又在比提尼亚登陆劫掠，巴尔达斯利用本地的农兵尽量减少敌人带来的破坏，直到约翰·库尔库阿斯率领的大军赶来将罗斯人赶走。
945年，君士坦丁七世任命他为“宫内军家内官（δομέστικος τῶν σχολῶν）”，相当于东部拜占庭军的总司令。在任期间，他面对阿拉伯人没有取得多少进展，还多次被阿勒颇埃米尔赛弗·道莱打败。953年，他在马拉什战役中被击败并受了重伤，之后他又遭遇了失败，终于于954/955年被免职，由他的儿子尼基弗鲁斯接任。
后来他的儿子尼基弗鲁斯成为皇帝（963-969年在位），赐予父亲“凯撒”这一仅次于皇帝的头衔，968年他在90岁高龄时去世。
他的三个儿子都成为了帝国将领，长子尼基弗鲁斯最终成为皇帝，次子利奥也长期活跃于帝国政治军事舞台，小儿子君士坦丁则在953年的战斗中被阿拉伯人俘虏，不久死去。